# Eparchia kurgańska
Eparchia kurgańska – jedna z eparchii Rosyjskiego Kościoła Prawosławnego z siedzibą w Kurganie. Jej obecnym ordynariuszem jest metropolita kurgański i biełozierski Daniel (Dorowskich), zaś funkcję katedry pełni sobór św. Aleksandra Newskiego w Kurganie.
Eparchia została erygowana decyzją Świętego Synodu Rosyjskiego Kościoła Prawosławnego z 1993 poprzez wydzielenie z eparchii tobolskiej, pod nazwą eparchia kurgańska i szadryńska. W 2015 wydzielono z niej odrębną eparchię szadryńską. Obydwie eparchie weszły w skład metropolii kurgańskiej.
W 2010 eparchia dzieliła się na siedem dekanatów: kurgański miejski, zachodni, wschodni, północny, południowy oraz szadryński miejski. W ich ramach funkcjonowało 76 parafii obsługiwanych przez 79 kapłanów. Ponadto administraturze podlegały cztery klasztory:
- monaster Zaśnięcia Matki Bożej w Dałmatowie, męski
- monaster Kazańskiej Ikony Matki Bożej w Czimiejewie, męski
- monaster Wprowadzenia Matki Bożej do Świątyni w Wierchniej Tieczy, żeński
- monaster Pochwały Matki Bożej w Borowskim, żeński.

## Biskupi
- Michał (Raskowałow), 1993–2008[4]
- Konstantyn (Gorianow), 2008–2015[5]
- Józef (Bałabanow), 2015[3]–2019
- Daniel (Dorowskich), od 2019[1]